# CeDe.ch

Logo von CeDe.ch

CeDe.ch ist ein Schweizer Online-Händler mit Sitz in Winterthur, der hauptsächlich digitale Medien wie CDs, DVDs, LPs, Bücher, Merchandise und Computerspiele verkauft.
CeDe.ch war 2003 der grösste Internet-Versandhandel von digitalen Medien in der Schweiz. CeDe.ch ist ein Pionier im Internethandel in der Schweiz.
Der Online-Shop geht zurück auf den Plattenladen Musicbox, dessen Ladengeschäft von 1976 bis 2004 in der Winterthurer Altstadt existierte und dazumal bereits einer der grössten Plattenhändler der Schweiz war. Durch die Eröffnung des Online-Shops 1998 schaffte die Musikbox den Sprung zurück in die schwarzen Zahlen, jedoch blieb das Ladengeschäft selbst unprofitabel. Von 2000 bis 2002 gehörte CeDe.ch der österreichischen Einzelhandelskette Libro, jedoch wurde das Online-Geschäft nach dem Konkurs des Unternehmens von unter anderem seinen ursprünglichen Besitzern zurückgekauft. Die Musikbox selbst wurde am 31. Mai 2004 geschlossen, da sich eine Renovation des seit langer Zeit rote Zahlen schreibenden Ladengeschäftes nicht mehr lohnte, seither existiert nur noch der Online-Versandhandel. 2006 bis 2008 erreichte dieser bei den CD-Verkäufen die höchsten Verkaufszahlen, seither gingen die Verkäufe jedes Jahr um einige Prozent zurück. Seit März 2010 ist CeDe mit länderspezifisch angepassten Websites auch in Deutschland und diversen EU-Ländern vertreten.
2019 beschäftigte das Unternehmen ca. 40 Vollzeitstellen. CDs, LPs sowie DVDs machen ca. zwei Drittel des Gesamtumsatzes aus, der Rest entfällt auf Bücher, Computerspiele und Merchandise.